# نيلي فلبس
نيلي فلبس (بالإنجليزية: Nealy Phelps)‏ هو لاعب كرة قاعدة أمريكي، ولد في 19 نوفمبر 1840 في نيويورك في الولايات المتحدة، وتوفي بنفس المكان في 12 فبراير 1885.

## وصلات خارجية
- نيلي فلبس على موقعبيزبول رفرنس.كوم (الدوري الرئيسي) (الإنجليزية)